# Dexter (Missouri)
Dexter è un comune degli Stati Uniti d'America, situato nello Stato del Missouri, nella contea di Stoddard.